# سوزانا لو
سوزانا لو (بالإنجليزية: Susanna Lo)‏ هي مخرجة أمريكية، ولدت في 20 فبراير 1966.

## وصلات خارجية
- سوزانا لو على موقع IMDb (الإنجليزية)
- سوزانا لو على موقع قاعدة بيانات الفيلم (الإنجليزية)